# Eötvös-Effekt
Der Eötvös-Effekt bezeichnet die vertikale Ablenkung eines breitenkreisparallel bewegten Körpers auf der rotierenden Erde. Mit dieser Bewegung ist eine geringfügige Zunahme (bei Ost-West-Richtung) oder Abnahme (bei West-Ost-Richtung) der Schwerkraft verbunden, die auf den Körper einwirkt. Der Eötvös-Effekt ist ein Spezialfall des Coriolis-Effekts. Namensgeber ist der ungarische Physiker Loránd Eötvös.

## Grundlage des Effekts

Aufteilung der Winkelgeschwindigkeit der Erde in Horizontal- und Vertikalkomponente auf der geographischen Breite

Wenn sich ein Körper auf der Erde bewegt, die ihrerseits mit der Winkelgeschwindigkeit {\displaystyle \omega } rotiert, führt dies im Allgemeinen aus der Sicht des mitrotierenden Erdbeobachters einer Ablenkung aus der geradlinigen Bewegungsrichtung durch die Corioliskraft. Diese Ablenkung, physikalisch als Beschleunigung aufgefasst, erfolgt senkrecht zum Vektor der Winkelgeschwindigkeit, der parallel zur Polachse der Erde verläuft. Während diese Ablenkung in Polnähe noch horizontal zur Erdoberfläche orientiert ist, erscheint der gleiche Effekt für den Beobachter am Äquator als Vertikalablenkung; in diesem Fall spricht man vom Eötvös-Effekt.
Für die Bewegung in den dazwischen liegenden geographischen Breiten kann die Winkelgeschwindigkeit in eine vertikale und eine horizontale Komponente zerlegt werden; nur letztere bewirkt eine Ablenkung der Bewegung in vertikaler Richtung.
Formal geht man bei der Beschreibung des Eötvös-Effekts von der Definition der Coriolisbeschleunigung aus; da der Geschwindigkeitsvektor {\displaystyle v} senkrecht auf dem der Winkelgeschwindigkeit {\displaystyle \omega } steht, ist {\displaystyle \theta =90^{\circ }} und {\displaystyle \sin \theta =1}:
{\displaystyle {\vec {a}}_{C}=-2\,{\vec {\omega }}\times {\vec {v}}}
und als Betrag:
{\displaystyle a_{C}=2\,\omega \,v\sin \theta =2\,\omega \,v}
Zahlenbeispiel: Bei einer Geschwindigkeit von {\displaystyle v=30\mathrm {\,m\,s^{-1}} (=108\,\mathrm {km\,h^{-1}} )} und der Winkelgeschwindigkeit der Erde von {\displaystyle \omega =7{,}3\,\cdot 10^{-5}\,\mathrm {s} ^{-1}} wird am Äquator
{\displaystyle a_{C}=2\,\omega \,v=4{,}38\,\cdot 10^{-3}\,\mathrm {m\,s} ^{-2}}
und damit nur einen geringen Bruchteil der in gleicher Richtung wirkenden Erdbeschleunigung von {\displaystyle g_{0^{\circ }}=9{,}78\,\mathrm {m\,s} ^{-2}} .
Bei breitenkreisparallelen Bewegungen in beliebiger geographischer Breite {\displaystyle \varphi } gilt:
{\displaystyle {\vec {\omega }}_{\mathrm {hor} }={\vec {\omega }}\,\cos \varphi }
{\displaystyle a_{C}=2\,\omega \,\cos \varphi \,v}
wodurch der Betrag nochmals geringer wird: Bei 60° N oder S ist er wegen {\displaystyle \cos 60^{\circ }=0{,}5} nur noch halb so groß wie am Äquator.

## Dynamische Erklärung

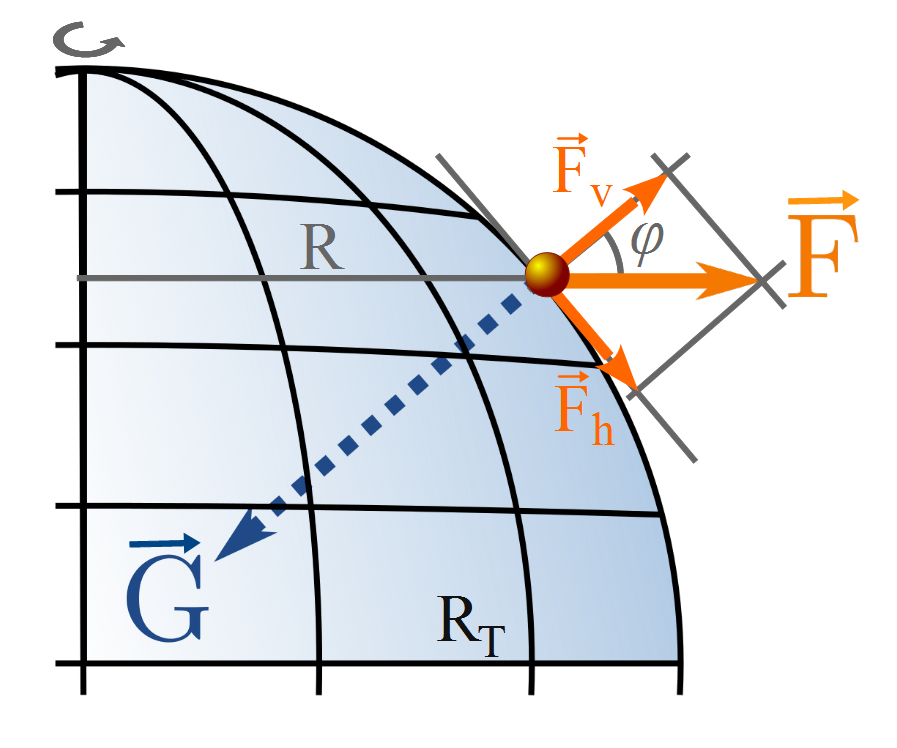
Gravitation und Zentrifugalkraft an der Erdoberfläche

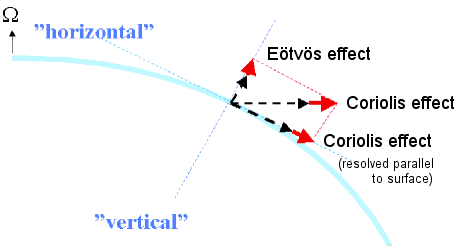
Komponentenzerlegung der Zentrifugalkraft an der Erdoberfläche

Der Eötvös-Effekt ist ein Ergebnis der Erdrotation, die die Erde leicht zu einer Gestalt verformt hat, die in etwa einem Rotationsellipsoid entspricht. Jeder Körper auf ihrer Oberfläche unterliegt zwei Kräften, der Gravitation {\displaystyle {\vec {G}}} und der Zentrifugalkraft {\displaystyle {\vec {F}}} (als Trägheitskraft infolge ihrer Rotation). Am Äquator vermindert die Zentrifugalkraft die Gravitation geringfügig, die resultierende Schwerkraft ist um einen kleinen Bruchteil kleiner als die Gravitation.
Abseits des Äquators ergibt sich die Schwerkraft als Resultante aus Gravitation und Zentrifugalkraft im Kräfteparallelogramm. Nur an den Polen, wo die Zentrifugalkraft gleich Null ist, sind Gravitation und Schwerkraft identisch.
Im Gegensatz zur Gravitation hängt die Schwerkraft nicht nur von der Masse und dem Ort eines Körpers ab, sondern auch von seiner Bewegung. Auf einen ruhenden Körper mit der Masse {\displaystyle m} wirkt an der Erdoberfläche die Zentrifugalkraft {\displaystyle {\vec {F}}=m\,a_{z}} ein, wobei {\displaystyle a_{z}} die Zentrifugalbeschleunigung im Ruhezustand ist; für diese gilt mit {\displaystyle R} als horizontalem Abstand von der Erdachse:
{\displaystyle a_{z}=\omega ^{2}\cdot R}
Wenn sich ein Körper mit der Relativgeschwindigkeit {\displaystyle v=\omega _{+}\,R} auf der Erde breitenkreisparallel bewegt, folgt daraus eine Zusatzkomponente {\displaystyle \omega _{+}} zur Winkelgeschwindigkeit und eine Zusatzkomponente {\displaystyle a_{+}} zur Zentrifugalbeschleunigung, so dass sich als gesamte Zentrifugalbeschleunigung ergibt:
{\displaystyle a_{g}=a_{z}+a_{+}}
Für die Zusatzkomponente {\displaystyle a_{+}} folgt daraus:
{\displaystyle a_{+}=a_{g}-a_{z}=(\omega +\omega _{+})^{2}\,R-\omega ^{2}\,R=\omega ^{2}\,R+2\,\omega \,\omega _{+}\,R+\omega _{+}^{2}\,R-\omega ^{2}\,R=2\,\omega \,\omega _{+}\,R+\omega _{+}^{2}\,R}
{\displaystyle =2\,\omega \,v+\omega _{+}^{2}\,R}
Der erste Term beschreibt die Coriolisbeschleunigung, der zweite die Zentrifugalbeschleunigung, die aus der Relativbewegung des Körpers resultiert. Je nachdem, ob die Relativbewegung des Körpers in oder gegen die Drehrichtung der Erde erfolgt, erhöht oder vermindert sie die Zentrifugalkraft{\displaystyle {\vec {F}}} und vermindert oder erhöht sie im Ergebnis die wirkende Schwerkraft.
Zerlegt man die Zentrifugalkraft {\displaystyle {\vec {F}}} in eine horizontale {\displaystyle {\vec {F}}_{h}} und eine vertikale Komponente {\displaystyle {\vec {F}}_{v}}, so nehmen beide ebenfalls zu, wenn {\displaystyle {\vec {F}}} wächst. Das Resultat ist nicht nur eine äquatorwärtige Ablenkung (Corioliskraft, auf der nördlichen Hemisphäre nach rechts, auf der südlichen nach links), sondern auch eine senkrecht wirkende Kraft, die die Schwerkraft vermindert:

„… daß ein wohlgenährter Mann von 100 kg Gewicht bei seinem behäbigen Spaziergange mit 1 m Geschwindigkeit pro Sekunde auf normal geformter Erdoberfläche […] um 2 g leichter ist, wenn er nach Osten fortschreitet, als wenn er dann gegen Westen zurückkehrt.“

Analog dazu wird bei einer Ost-West-Bewegung die Zentrifugalkraft vermindert, und die Schwerkraft nimmt zu. Während sich die Richtung des horizontalen Coriolis-Effekts beim Übergang auf die andere Erdhälfte umkehrt, ist die Richtung des senkrecht wirkenden Eötvös-Effekts für beide Erdhälften gleich.

## Bedeutung des Effekts
Die Bedeutung des Eötvös-Effekts für die Klimatologie liegt darin, dass er tendenziell zu einer Stabilisierung der in westliche Richtung strömenden Passatwinde durch den Schwerkraftgewinn führt. Andererseits wird das Aufsteigen feuchter Luftmassen in den mit östlicher Komponente wehenden tropischen Monsunwinden, besonders des indischen Süd-West-Monsuns, gefördert.
In der Raketentechnik wird der Eötvös-Effekt genutzt, wenn Raketen mit östlicher Komponente gestartet werden, um damit die verminderte Schwerkraft auszunutzen.

## Forschungsgeschichte
Jacques Babinet und Charles Eugène Delaunay wiesen 1859 in theoretischen Überlegungen auf die Ablenkung von West-Ost-gerichteten Bewegungen hin. Im ersten Jahrzehnt des 20. Jahrhunderts wurden auf mehreren Forschungsexpeditionen in den drei Ozeanen unter der Leitung von Oskar Hecker Gravitationsmessungen durchgeführt. In den Resultaten bemerkte Eötvös, dass die Messungen tendenziell kleinere Werte lieferten, wenn sich die Schiffe in östliche Richtung bewegten, als wenn sie in Gegenrichtung fuhren. Bestätigt wurde das 1908 bei einer Messexpedition im Schwarzen Meer.